# Monaghan (hrabstwo)
Monaghan (irl. Contae Mhuineacháin) – hrabstwo w Irlandii. Jest to jedno z trzech hrabstw prowincji Ulster, które nie należą do Irlandii Północnej. Nazwa hrabstwa odnosi się do dużej liczby drumlinów, małych wzgórz tworzących pola drumlinowe, powstałych poprzez działalność lodowca.
Hrabstwo graniczy z hrabstwami w Irlandii Północnej: Tyrone na północy, Armagh na wschodzie i Fermanagh na południowym zachodzie oraz w Irlandii: Louth na południowym wschodzie, Meath na południu, Cavan na zachodzie. Monaghan jest głównym miastem i stolicą hrabstwa. Inne miasta to: Carrickmacross, Castleblayney i Clones.
Monaghan jest miejscem narodzin irlandzkiego poety i pisarza Patricka Kavanagh. Kavanagh jest jedną z najwybitniejszych postaci irlandzkiej poezji w XX wieku. Jego poemat Stony Grey Soil odnosi się do hrabstwa.

## Geografia
W hrabstwie jest kilka gór: Mullyash, Slieve Beagh (na irlandzkiej granicy, między Tyrone i Fermanagh) i Coolberrin Hill (214 m). Występują również liczne jeziora: Lough Egish, Lough Fea, Mucky Lough, Lough Araghlon, Inner Lough, Drunlona Lough i White Lough. Rzeki w Monaghan to Fane (na południowym wschodzie hrabstwa, wzdłuż granicy z Louth), Glyde (wzdłuż granic z Louth i Meath) oraz Blackwater (wzdłuż granicy z Tyrone).